# Germolles-sur-Grosne
Germolles-sur-Grosne ist eine französische Gemeinde mit 130 Einwohnern (Stand: 1. Januar 2022) im Département Saône-et-Loire in der Region Bourgogne-Franche-Comté. Sie gehört zum Arrondissement Mâcon und zum Kanton La Chapelle-de-Guinchay (bis 2015: Kanton Tramayes). 
Germolles-sur-Grosne ist Mitglied im Gemeindeverband Saint-Cyr Mère Boitier entre Charolais et Mâconnais.

## Geographie
Germolles-sur-Grosne liegt etwa 14 Kilometer westsüdwestlich von Mâcon am Grosne Occidentale. Umgeben wird Germolles-sur-Grosne von den Nachbargemeinden 
- Tramayes im Norden,
- Cenves im Osten,
- Deux-Grosnes mit Saint-Jacques-des-Arrêts im Süden und Trades im Süden und Westen.

## Bevölkerungsentwicklung
| Jahr                      | 1962 | 1968 | 1975 | 1982 | 1990 | 1999 | 2006 | 2013 |
| Einwohner                 | 140  | 131  | 129  | 124  | 112  | 110  | 132  | 134  |
| Quelle: Cassini und INSEE |      |      |      |      |      |      |      |      |

## Sehenswürdigkeiten

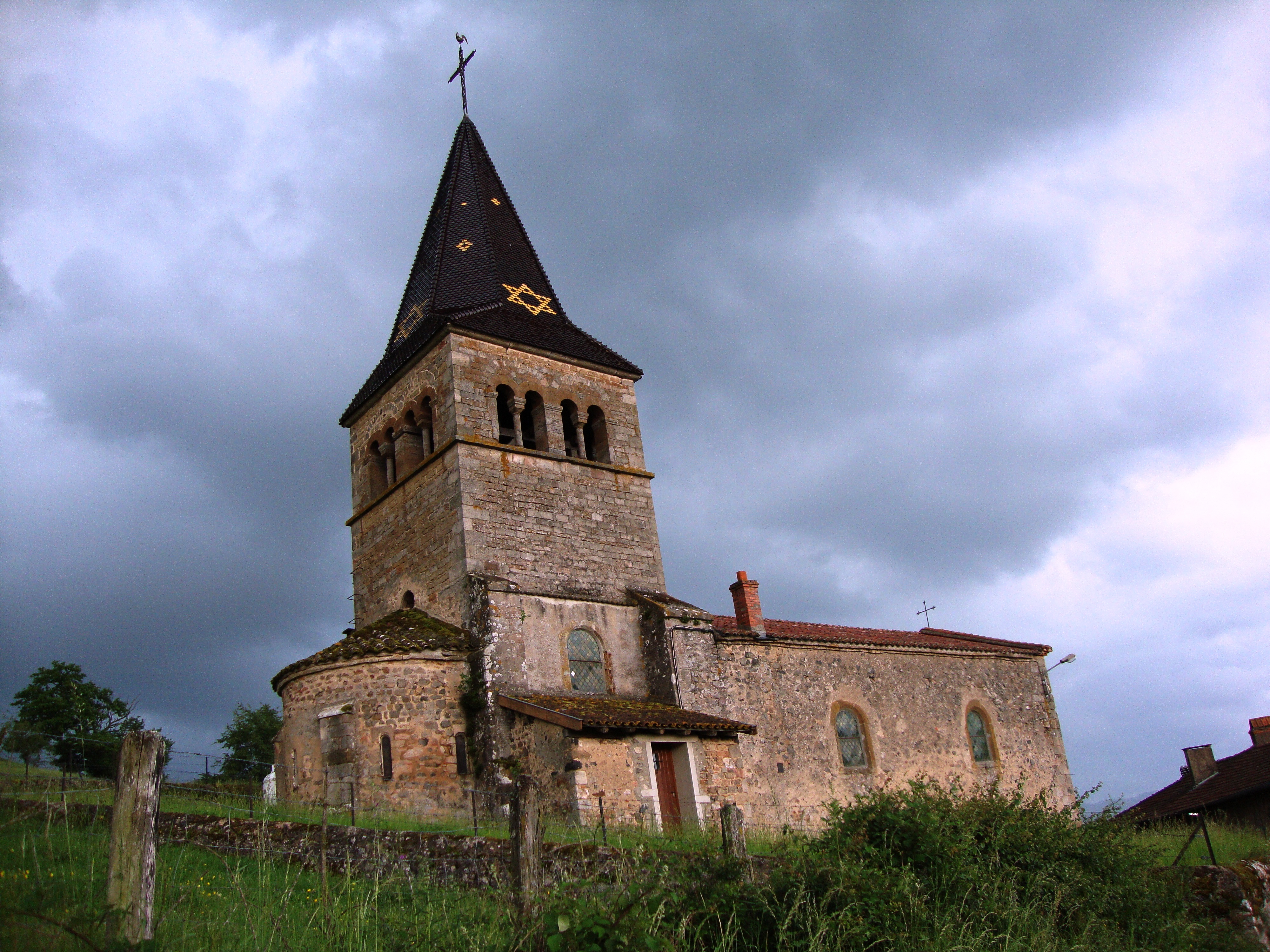
Kirche Saint-Blaise

- Kirche Saint-Blaise
- Schloss Gorze